# باتريسيو ماسيني
باتريسيو ماسيني (بالإيطالية: Patrizio Masini)‏ هو لاعب كرة قدم إيطالي في مركز الوسط، ولد في 27 يناير 2001 في لا سبيتسيا في إيطاليا.

## وصلات خارجية
- باتريسيو ماسيني على موقع قاعدة بيانات كرة القدم.إي يو (الإنجليزية)
- باتريسيو ماسيني على موقع Soccerway.com (الإنجليزية)
- باتريسيو ماسيني على موقع عالم كرة القدم.نت (الإنجليزية)